# A Hősök szereplőinek listája
Ez egy lista a Hősök (Heroes) című televíziós sorozat kitalált szereplőiről, azok rövid életrajzi leírásával. A szócikk a sorozat fő-, visszatérő és vendégszereplőivel foglalkozik.

## Főszereplők

### Első évad
A bevezető évadban, a Hősök egy tizenkét főszereplőből álló gárdával rendelkezett. Az NBC hivatalos oldala tíz szereplőt sorol fel, kihagyva a később érkező D.L. Hawkinst és a tizenegyedik epizódtól főszereplővé előlépő Noah Bennettet.
| Név             | Megszemélyesítő    | Életkor | Foglalkozás                                                                     | Származási hely         | Ismert különleges képesség(ek)                                                                 | Állapot                          |
| --------------- | ------------------ | ------- | ------------------------------------------------------------------------------- | ----------------------- | ---------------------------------------------------------------------------------------------- | -------------------------------- |
| Claire Bennet   | Hayden Panettiere  | 16      | gimnáziumi tanuló, pomponlány                                                   | Odessa, Texas           | spontán regeneráció                                                                            | aktív                            |
| Noah Bennet     | Jack Coleman       | 44      | Korábbi Primatech területi igazgató (fedőcég)                                   | Odessa, Texas           | nincsen                                                                                        | aktív                            |
| Simone Deveaux  | Tawny Cypress      | 28      | műtárgykereskedő                                                                | New York                | nincsen                                                                                        | elhunyt („Váratlan”)             |
| D.L. Hawkins    | Leonard Roberts    | 31      | építőmunkás (munkanélküli)                                                      | Las Vegas, Nevada       | áthatol minden anyagon                                                                         | elhunyt („Négy hónappal később”) |
| Isaac Mendez    | Santiago Cabrera   | 28      | művész, képregényrajzoló                                                        | New York City           | jövőbe látás (kezdetben csak transzszerű állapotban)                                           | elhunyt („0,07%”)                |
| Hiro Nakamura   | Masi Oka           | 24      | programozó                                                                      | Tokió, Japán            | Téridő manipluláció, allowing teleportáció, idő manipuláció és időutazás                       | aktív                            |
| Matt Parkman    | Greg Grunberg      | 35      | rendőrtiszt (felfüggesztett), testőr                                            | Los Angeles, Kalifornia | telepátia, gondolatolvasás, agyhullám manipuláció                                              | aktív                            |
| Nathan Petrelli | Adrian Pasdar      | 39      | kerületi ügyész, kongresszusi képviselő (a „Fölényes győzelem” című epizód óta) | New York                | repülés                                                                                        | aktív                            |
| Peter Petrelli  | Milo Ventimiglia   | 26      | ápoló (munkanélküli)                                                            | New York                | képesség másolás és tárolás                                                                    | aktív                            |
| Micah Sanders   | Noah Gray-Cabey    | 10      | tanuló                                                                          | Las Vegas, Nevada       | technopátia                                                                                    | aktív                            |
| Niki Sanders    | Ali Larter         | 33      | internetes sztriptízelő, bérgyilkos (alternatív személyiség)                    | Las Vegas, Nevada       | emberfeletti erő                                                                               | elhunyt („Tehetetlenül”)         |
| Mohinder Suresh | Sendhil Ramamurthy | 32      | genetikaprofesszor, korábban taxisofőr                                          | Madrasz, India          | nincsen (a vére tartalmaz egy, a különleges képességű embereket sújtó vírus elleni antitestet) | aktív                            |

### Második évad
Zachary Quinto és James Kyson Lee, akik visszatérő szereplők voltak az első évadban, a főszereplőkhöz csatlakoznak a második évadban. Mellettük, a sorozat új főszereplőiként jelenik meg David Anders, Dana Davis és Dania Ramirez. A korábbi főszereplők közül Santiago Cabrera, Tawny Cypress és Leonard Roberts már nem jelennek meg főszereplőként.
| Név                       | Megszemélyesítő | Életkor           | Foglalkozás                  | Származási hely        | Ismert különleges képesség(ek)                                                                | Állapot |
| ------------------------- | --------------- | ----------------- | ---------------------------- | ---------------------- | --------------------------------------------------------------------------------------------- | ------- |
| Adam Monroe/Takezo Kensei | David Anders    | kb. 400           | harcos (1671, Japán)         | Egyesült Királyság     | spontán regeneráció, halhatatlanság                                                           | aktív   |
| Ando Masahashi            | James Kyson Lee | ismeretlen        | programozó                   | Tokió, Japán           | (a 3. évadban más képességek "felturbózása")                                                  | aktív   |
| Maya Herrera              | Dania Ramirez   | ismeretlen        | ismeretlen, körözött személy | Dominikai Köztársaság  | halálos vírusszerű anyag kiválasztása a szervezetéből                                         | aktív   |
| Monica Dawson             | Dana Davis      | 20-as évei elején | ismeretlen                   | New Orleans, Louisiana | fotografikus reflexek                                                                         | aktív   |
| Sylar (Gabriel Gray)      | Zachary Quinto  | ismeretlen        | korábbi órásmester           | New York               | problémák intuitív megértése, valamint több megszerzett képesség (lásd még Sylar képességeit) | aktív   |

## Visszatérő szereplők
|  | Alább a cselekmény részletei következnek! |

| Név                    | Megszemélesítő         | Foglalkozás                                                             | Ismert különleges képesség(ek)             | Állapot                       |
| ---------------------- | ---------------------- | ----------------------------------------------------------------------- | ------------------------------------------ | ----------------------------- |
| Claude Rains           | Christopher Eccleston  | korábbi Primatech alkalmazott (fedőcég)                                 | láthatatlanság                             | aktív                         |
| A Haiti                | Jimmy Jean-Louis       | korábbi Primatech alkalmazott (fedőcég)                                 | memóriatörlés, képességblokkolás           | aktív                         |
| Daniel Linderman       | Malcolm McDowell       | Kaszinó- és szállodatulajdonos, bűnszervezet vezetője, vietnámi veterán | gyógyító erő (minden élőlényre kifejthető) | elhunyt („Fölényes győzelem”) |
| Eden McCain            | Nora Zehetner          | Primatech alkalmazott (fedőcég)                                         | tudatbefolyásolás, meggyőzés               | elhunyt („Felismerés”)        |
| Angela Petrelli        | Cristine Rose          | Primatech Paper igazgatója                                              | Jövőbe látás                               | aktív                         |
| Ted Sprague            | Matthew John Armstrong | korábbi orvosi felszerelésekkel foglalkozó üzletkötő                    | radiosugárzás manipuláció                  | elhunyt („Fölényes győzelem”) |
| Candice Wilmer (Betty) | Missy Peregrym         | Primatech alkalmazott (fedőcég)                                         | illúziókeltés                              | elhunyt („Rokonlélek”)        |
| West Rosen             | Nicholas D’Agosto      | gimnáziumi tanuló                                                       | repülés                                    | aktív                         |